# 雲豹屬
雲豹屬（學名：[Neofelis] 错误：{{Lang}}：文本有斜体标记（帮助））包含兩個物種，雲豹（N. nebulosa）和巽他雲豹（N. diardi）。後者生物學家於2006年才將其升為一個物種，之前則將其視為雲豹的一個亞種。
這個屬从其他大貓被獨立出來，是因為牠們的头部骨骼架構比較獨殊。皮肤上长着如云朵般的斑纹，为夜行性动物。
75000年前苏门答腊多峇超级火山喷发可能消灭了大部分云豹，在中国的云豹幸存了下来，并迁移至亚洲大陆的其他地区，而遗留在婆罗洲的云豹则渐渐演化成为巽他云豹。

## 學名
其屬名Neofelis，是由希臘語：（neo-，意為「新的」），加上拉丁語：（意為貓），之後組成的新字，意為「新的貓」。1867年，由约翰·爱德华·格雷命名。